# Boerengolf

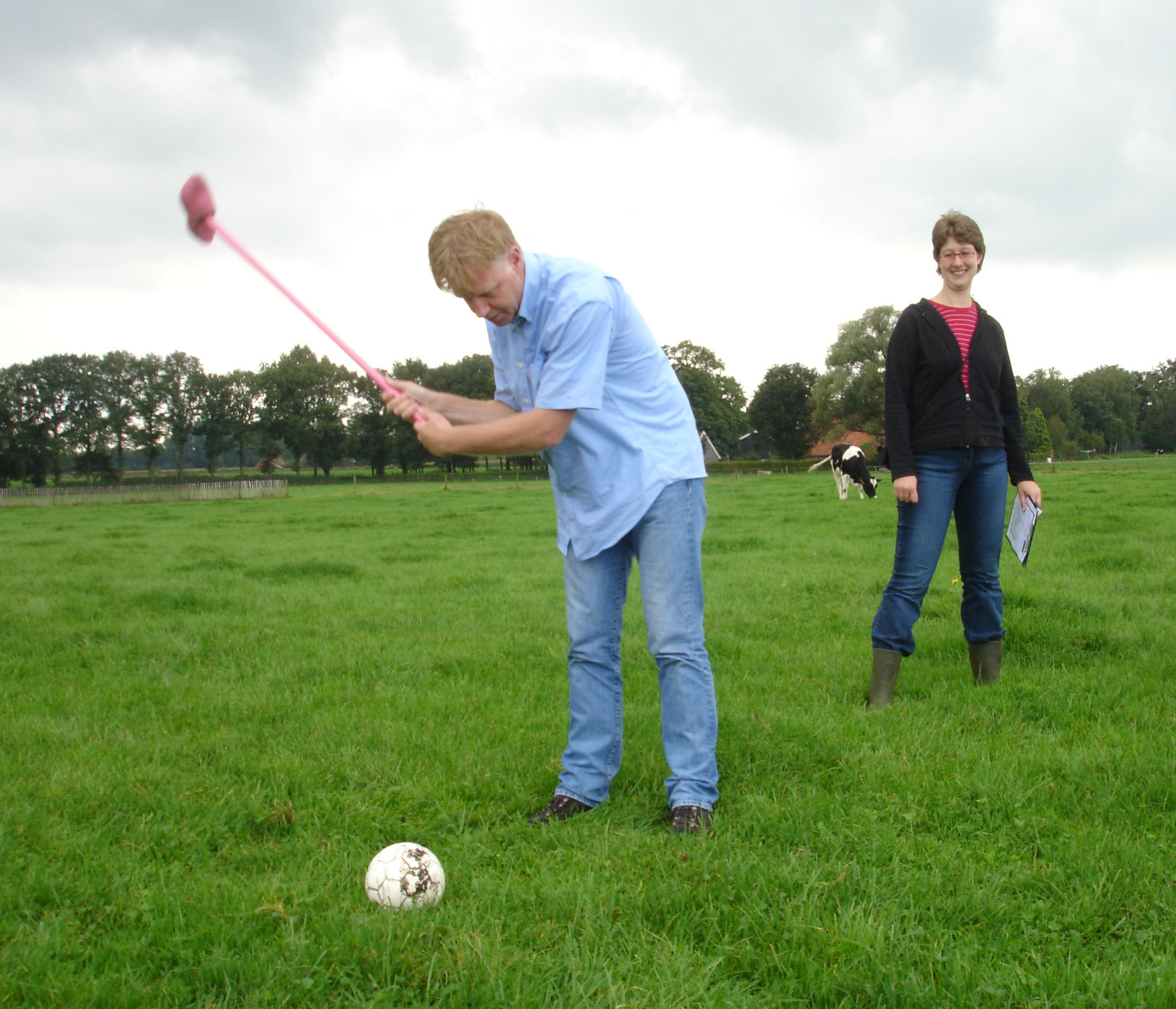
Boerengolf spelen in een weiland.

Boerengolf is een recreatieve variant op de klassieke golfsport.

## Benamingen
Boerengolf werd voor het eerst gespeeld in 1999. Alternatieve namen voor soortgelijke varianten, die onderling in lichte mate qua spelregels verschillen, zijn klompgolf, boerenklompgolf, plattelandsgolf, boerderijgolf, weidegolf, weilandgolf of agrogolf. De term 'boerengolf' werd op 14 juni 2007 geregistreerd als Europees woordmerk door een van de aanbieders van de activiteit. Daardoor worden de andere benamingen gebruikt door de meeste andere bedrijven die deze recreatieve golfvariant aanbieden. Het spel wordt momenteel op meer dan 350 locaties door heel Nederland gespeeld, meestal op boerderijen.
Een variant op boerengolf is bosgolf, dat zoals de naam al zegt in het bos wordt gespeeld. Een andere variant is City Golf, waarin het decor van de stad dient als de 'green' van de golfbaan.

## Speelruimte
De 'green' is geen vlak grasveld maar bestaat meestal uit een of meerdere weilanden. De 'club' is een houten steel met daaraan een massieve klomp bevestigd van ongeveer achttien centimeter lengte. De 'hole' is een ingegraven emmer met daarbij een vlag of klomp met een nummer. De speelbal is ongeveer 16 cm in diameter. Speciale kleding is niet nodig, laarzen of oude schoenen zijn in enkele gevallen een uitkomst, om mee door het weiland te lopen. Bij bosgolf wordt hetzelfde concept gebruikt, maar zijn de holes uitgezet in een bosgebied en moet de bal onder andere over boomstammen of slootjes worden geslagen. Ook hierbij zijn laarzen of oude schoenen geen overbodige luxe, zeker als het net geregend heeft en de baan heel modderig kan zijn. Het spel wordt meestal voor de gezelligheid gespeeld en kent geen officiële sportstatus of vastgelegde voor elke activiteit geldende spelregels.

## Nederland
In Nederland wordt boerengolf gespeeld sinds 1999. Het schijnt voor het eerst opgedoken te zijn in de Achterhoek. Meestal betreft het tegenwoordig recreatieve spelsessies als onderdeel van het bezoek aan een boerderij waar de activiteit wordt aangeboden. In 2004 werd voor het eerst een 'Open Nederlands Kampioenschap Boerengolf' georganiseerd in Lievelde. In België wordt het spel gespeeld sinds 2003.